# بنجامين بايلي
بنجامين بايلي هو سائق سيارة سباق بلجيكي، ولد في 22 مايو 1990 في لياج في بلجيكا.

## روابط خارجية
- بنجامين بايلي على موقع Racing-Reference.info (الإنجليزية)
- بنجامين بايلي على موقع DriverDB.com (الإنجليزية)